# Mr. Osato
Mr. Osato is een personage uit de James Bondfilm You Only Live Twice. De rol werd gespeeld door de Japanse acteur Teru Shimada. In het gelijknamige boek van Ian Fleming komt dit personage niet voor.

## Zijn daden voor SPECTRE
Mr. Osato, wiens voornaam onbekend is, is een ongenummerd lid van SPECTRE en ook de aandeelhouder van de multinational Osato Chemicals and Engineering. In de voorloper van You Only Live Twice Thunderball wordt waarschijnlijk bijna de hele SPECTRE-top gearresteerd, net als in de roman gebeurd. Alleen de leider Blofeld weet te ontsnappen en vraagt Mr. Osato's hulp.
Met een schip genaamd Ning-Po brengt Osato Chemicals bouwmateriaal naar een eiland waar zich een dode vulkaan bevindt. Dan wordt een enorme raketbasis gebouwd in de krater van de vulkaan (om hiervan het decor in de film te maken is meer dan $1.000.000 gebruikt). Dit is de nieuwe schuilplaats van Blofeld. Intussen heeft Blofeld in Japan ook een nieuwe Nr. 3 en 4 voor SPECTRE uitgekozen. Blofeld zit meestal met hen in de controlekamer van de raketbasis. Mr. Osato krijgt de nieuwe, westerse Nr. 11 (Helga Brandt) als assistente.
Met zijn nieuwe raketbasis lanceert Blofeld steeds een ruimtevaartuig waarmee hij Amerikaanse en Russische ruimtecapsules ontvoert. Blofeld wil hiermee een Derde Wereldoorlog veroorzaken en een nieuwe macht (waarschijnlijk SPECTRE) vervolgens de wereld laten overheersen.

## Rol in de film
Mr. Osato is voor het eerst samen met Helga Brandt te zien als hij een gesprek gaat houden met Bond, wanneer die undercover is als Mr. Fisher, de nieuwe aandeelhouder van Empire Chemicals. Hij heeft echter direct door dat dit een spion is en maakt stiekem een röntgenfoto van zijn pistool. Wanneer hij Bond laat gaan geeft hij direct Brandt de opdracht om Bond te laten elimineren. Dit mislukt vervolgens.
Bond gaat in Kobe kijken naar het schip Ning-Po. Na een lange achtervolging met de werknemers van Mr. Osato, wordt Bond neergeslagen en komt Osato tevoorschijn. Hij laat Bond naar Helga Brandt te brengen. Brandt moet Bond elimineren. Ze verraadt hem eerst door te plannen samen met hem naar Europa te gaan, weg van Osato, maar laat hem dan met het vliegtuig neerstorten. Bond ontsnapt hieraan.
Later bezoekt Osato samen met Brandt Blofeld in zijn privévertrekken van de raketbasis. Blofeld laat de röntgenfoto van Osato zien (wat van een Walther PPK gemaakt is) en speculeert hierbij dat deze van Bond komt. Osato snapt dit niet omdat Bond, eerder dan de foto gemaakt is, in Hongkong vermoord schijnt te zijn. Blofeld zegt dat dit dus niet zo is en vraagt of hij hem misschien heeft vermoord. Osato geeft vervolgens Brandt de schuld dat Bond ontsnapt is. Blofeld vraagt Osato en Brandt terug te gaan naar de controlekamer. Hiervoor moeten ze een brug over, boven een vijver vol piranha's. Als Osato dit doet gebeurt er niets, maar wanneer Brandt de brug over gaat opent Blofeld de brug waarop Brandt in de vijver valt en opgegeten wordt. Blofeld verzoekt Osato om Bond direct te vermoorden.
Osato stuurt verschillende handlangers op Bond af, maar hierbij wordt niet Bond maar zijn nieuwe geliefde Aki perongeluk vermoord.
Later, wanneer Osato in de controlekamer van de raketbasis zit, blijkt Bond de basis te zijn binnengedrongen. En dat op de avond waarop SPECTRE bezig is met de laatste fase van het plan om een nieuwe wereldoorlog te beginnen. Bond wordt naar de controlekamer gehaald en ziet Osato, nu zeker wetende dat hij met deze raketbasis te maken heeft. Nu ziet Bond Blofeld voor het eerst. Dan vallen vele ninja's de basis binnen in gevecht met de SPECTRE-leden. Blofeld gaat samen met zijn lijfwacht Hans, Bond en Osato de vluchtroute nemen. Blofeld krijgt een revolver van Hans dat hij op Bond richt. Hierbij zegt hij: “this is the price of failure, Mr. Bond”. Vervolgens richt hij zijn revolver op Osato, die hij zonder pardon neerschiet.